# George Washington Vanderbilt II

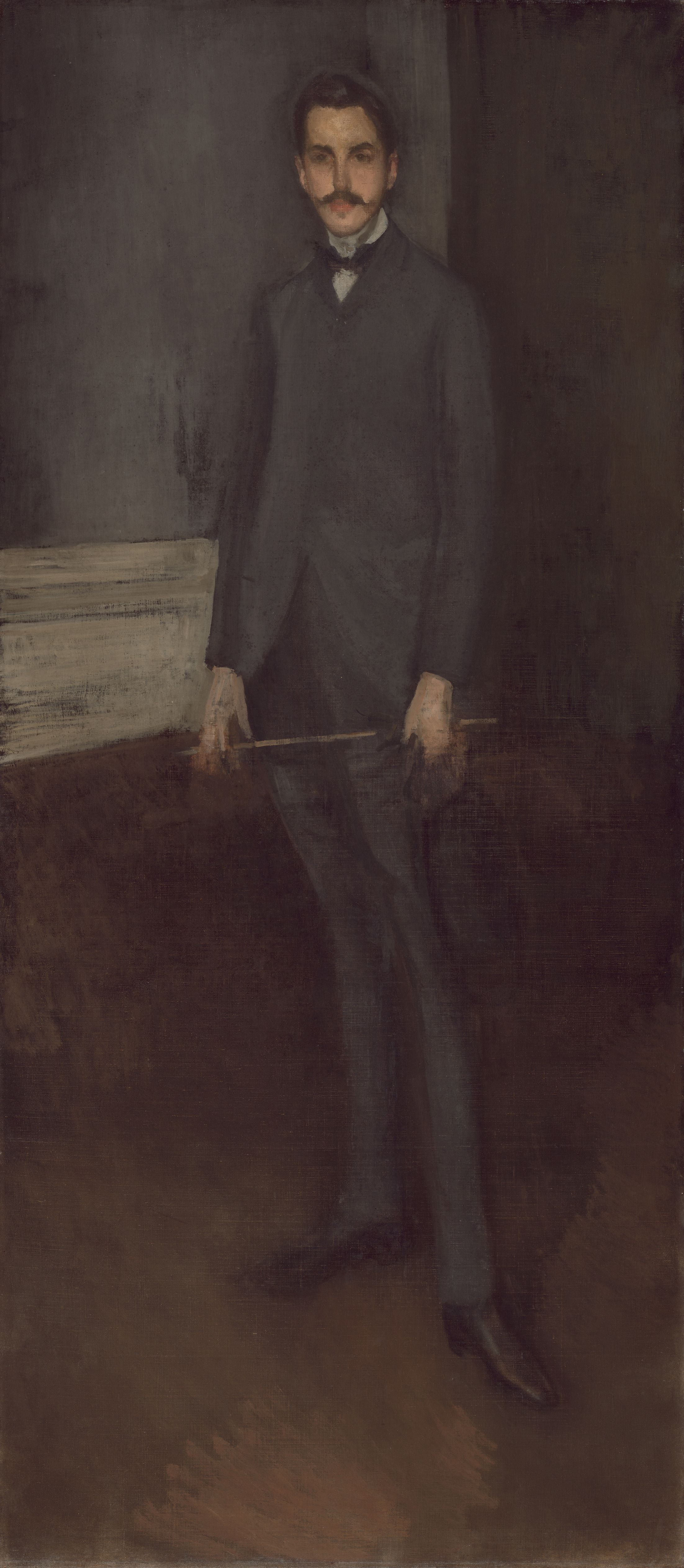
G.W. Vanderbilt II (1862-1914)

George Washington Vanderbilt II (New Dorp, 14 november 1862 – Washington D.C., 6 maart 1914) was een lid van de steenrijke Amerikaanse familie van Nederlandse afkomst Vanderbilt. Hij was actief met stoomboten, spoorwegen en andere ondernemingen.
Hij was de vierde zoon en het jongste kind (van de acht kinderen) van William Henry Vanderbilt en Maria Louisa Kissam. Hij werd genoemd naar de jongste broer van zijn vader die in de Amerikaanse Burgeroorlog overleden was aan tuberculose. Hij schijnt de favoriete zoon van zijn vader te zijn geweest. Van karakter was hij introvert en hield veel van de schilderkunst, filosofie en boeken. Hij bezocht daarvoor veel landen (met name Parijs in Frankrijk) en sprak acht talen vloeiend.
Hij erfde in 1877 van zijn grootvader een voor die tijd enorm bedrag van 1 miljoen dollar en kreeg datzelfde bedrag ook nog voor zijn 21e verjaardag van zijn vader. Toen zijn vader in 1885 overleed erfde hij 5 miljoen dollar en kreeg daarnaast een reguliere uitkering uit een fonds van eveneens 5 miljoen dollar. Hij liet een groot stadhuis bouwen in New York aan 9 West 53rd Street (opgeleverd 1887) en kocht een stuk land waar hij een kasteel op liet bouwen, dat gebaseerd was op de kastelen in de Franse Loire vallei, het Biltmore House dat bij de plaats Asheville in de staat North-Carolina ligt. Gedurende een aantal jaren kocht hij aangrenzend land op tot een totaal van 591 vierkante kilometer. In 1895 werd het 250 kamers tellende kasteel/landhuis opgeleverd en op de kerstavond vierde de hele Vanderbilt familie hier de opening. Het huis werd het grootste woonhuis van de Verenigde Staten. Daarnaast voerde hij het beheer over de familieboerderij in New Dorp op Staten Island en Woodland Beach. Het familiebedrijf werd echter door zijn twee oudere broers gerund, na het overlijden van zijn vader.
Op Biltmore House leidde hij het leven van een landjonker met veelvuldig onderzoek naar landbouw, tuincultuur, bosbouw en veeteelt. Hij streefde ernaar dat het landgoed zichzelf helemaal zou kunnen bedruipen. Als cultuurliefhebber vulde hij het huis met veel kunstwerken. Zakelijk gezien liep het echter minder en had hij een aantal tegenslagen. De kosten van het onderhoud waren echter zo hoog dat zelfs zijn vermogen en andere inkomsten het niet konden dekken. Een aantal kamers zijn daardoor nooit ingericht.   
Op 1 juni 1898 trouwde George W. Vanderbilt met Edith Stuyvesant Dresser (1873 – 1958) in de Amerikaanse Kathedraal in Parijs. Zij kreeg samen een dochter, Cornelia Stuyvesant Vanderbilt (1900-1976). Hij stierf aan een hartaanval en ligt begraven in het familie mausoleum in New Dorp. 
Ze waren zo gelukkig wegens familieomstandigheden op het laatste moment de reis met de Titanic af te zeggen, maar hun butler en de bagage waren al aan boord gegaan en beide gingen verloren toen dit schip in 1912 op een ijsberg liep en zonk.
Na zijn overlijden verkocht de weduwe het merendeel van de grond rond Biltmore House, zodat nog 32 vierkante kilometer resteerde. De twee zonen van hun enige kind Cornelia erfden uiteindelijk deze goederen. 

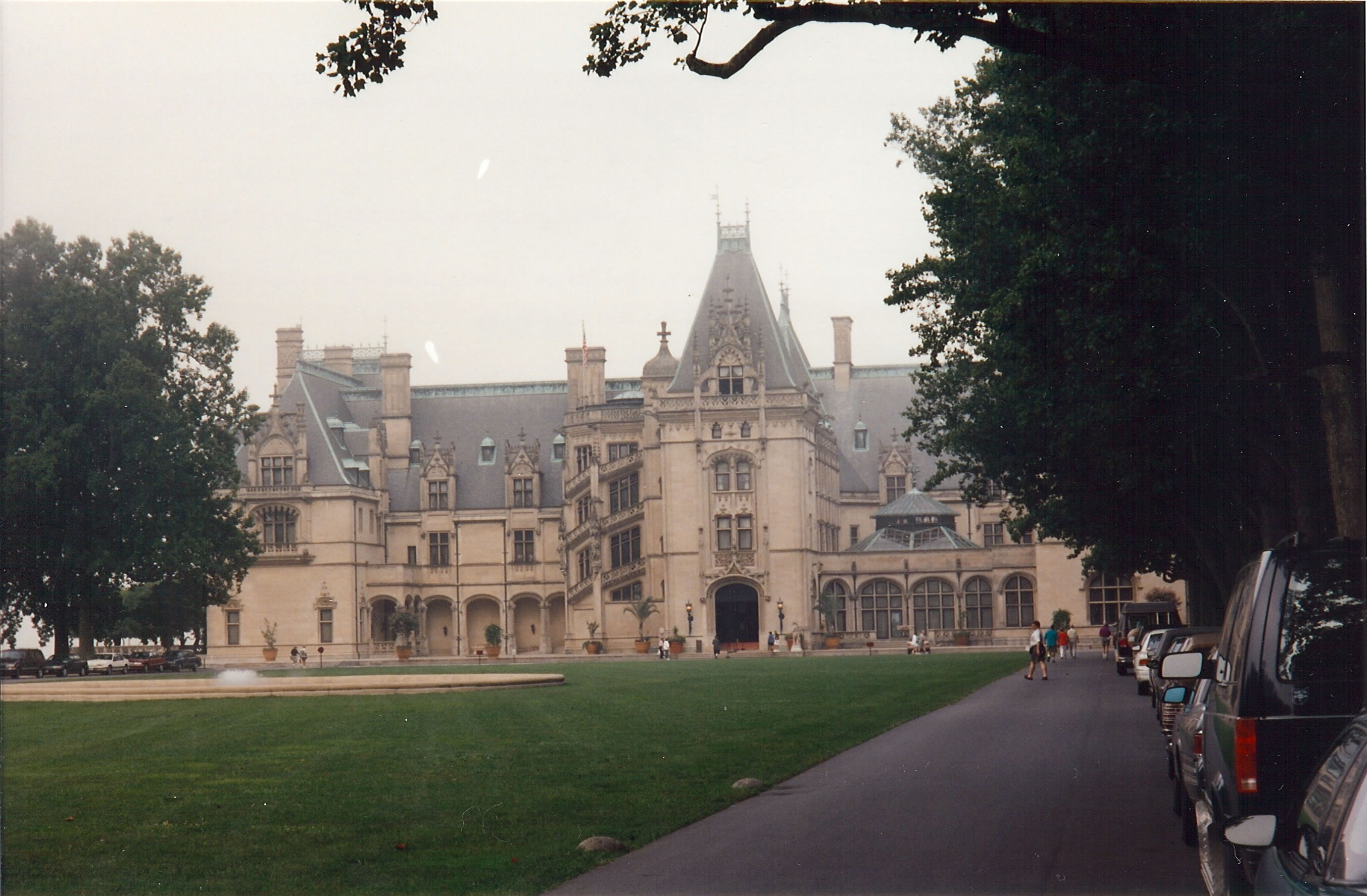
Biltmore House